# Honjō (Klan)

Wappen der Honjō
(Neun verbundene Augen)

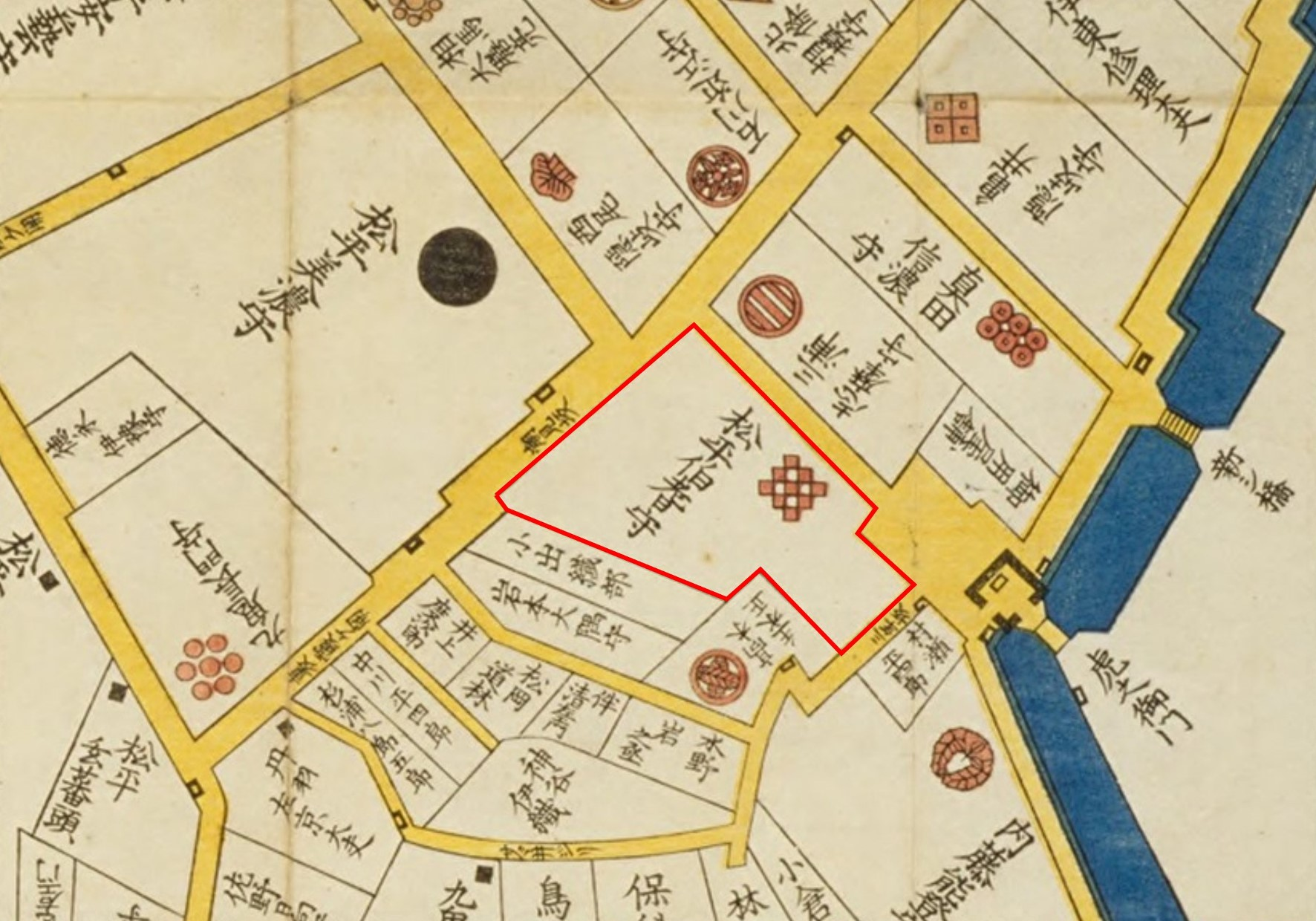
Honjō-Residenz in Edo (Nähe Toranomon)

Die Honjō (japanisch 本庄氏, Honjō-shi) waren eine Familie des japanischen Schwertadels (Buke) aus der Provinz Yamashiro. Mit einem Einkommen von 70.000 Koku gehörten die zuletzt in Miyazu (Präfektur Kyōto) residierenden Honjō zu den größeren Fudai-Daimyō der Edo-Zeit. Ab 1705 durften alle drei Zweige den Namen Matsudaira führen.

## Genealogie

### Hauptzweig
- Munemasa (宗正, 1580–1639)
- Munesuke (宗資; 1629–1699), Munemasas zweiter Sohn, war der Onkel auf mütterlicher Seite des Shogun Tokugawa Tsunayoshi, der ihn 1688 zum Daimyō von Kasama (Hitachi) mit 50.000 Koku erhob. Seine Nachkommen residierten ab 1720 in Hamamatsu (Tōtōmi), ab 1729 in Yoshida (Mikawa), ab 1749 wieder in Hamamatsu und schließlich von 1758 bis 1868 in Miyazu (Tango) mit 70.000 Koku. Nach 1868 Vizegraf.

### 1. Nebenzweig
- Michika (道章, 1604–1668), ältester Sohn Munemasas, begründete einen Zweig, der erst in Iwataki (Mino)[Anm. 1] und dann von 1706 bis 1868 in einem Festen Haus (jinya) in Takatomi (Mino)[Anm. 2] residierte. Nach 1868 Vizegrafen.

### 2. Nebenzweig
- Munenaga (宗長, 1687–1709), ein Enkel Munesukes, begründete einen Zweig, der in Takamori (Echizen)[Anm. 3] mit 50.000 Koku residierte. Dieser Zweig starb 1712 aus.